# Reláció
A reláció dolgok viszonyát jelenti; és hasonló jelentéssel bír a matematikában is. A köznapi életben és a matematikában is egy nagyon általános (ezzel összefüggésben, elvont) fogalom, de a matematikában nem számít alapfogalomnak, lehetséges definiálni.

## Meghatározásai
A reláció alapvető fogalom a matematikában, de nem alapfogalom. Lehetséges a meghatározása más alapfogalmakra hagyatkozva. Ezáltal egy olyan reláció-fogalmat kapunk, amely nem feltétlenül felel meg mindenben a köznapi relációfogalomnak, de a matematikai szempontból hasznos, fontos tulajdonságokat a tudományos céloknak megfelelően tükrözi; tehát a köznapi relációfogalom egy modellje adódik.
A köznapinál tudományosabb definíciónak a matematikatörténetben két fontosabb paradigmája alakult ki, az ősibb, logikai modell és az újabb, a huszadik század matematikájában teljesen egyeduralkodóvá vált strukturalista, halmazelméleti modell.

### Halmazelméleti definíció

#### 1. definíció
Egy, az {\displaystyle X_{1},\dots ,X_{n}} halmazokon (vagy másképpen fogalmazva ezen halmazok felett) értelmezett n-változós (vagy más néven n-áris) reláció a következő n+1 elemű rendezett n-es:
{\displaystyle \rho =\left\langle X_{1},\dots ,X_{n},R\right\rangle }
ahol
{\displaystyle R\subseteq X_{1}\times \dots \times X_{n}}
tehát R a halmazok direkt szorzatának egy részhalmaza. Hogy melyik részhalmaza, az szabja meg a reláció mibenlétét.
Az R részhalmazt a reláció gráfjának (grafikonjának) is nevezzük, és szokás graph(ρ)-val jelölni.
Homogénnek nevezzük a relációt, ha a fenti definícióban szereplő {\displaystyle X_{1},\dots ,X_{n}} halmazok megegyeznek. Homogén reláció például a sík egyenesei között fennálló párhuzamossági reláció, hiszen itt a reláció egyenesek és egyenesek között áll fönn. Nem homogén reláció az emberek és országok közötti „állampolgára” reláció (amely szerint pl. Orbán Viktor állampolgára Magyarországnak, de Barack Obama nem állampolgára Indiának), hiszen ennek a relációnak az első tényezője mindig egy ember, második tényezője pedig mindig egy ország.

#### 2. definíció
Egy, az {\displaystyle X_{1},\dots ,X_{n}} halmazokon (vagy másképpen fogalmazva ezen halmazok felett) értelmezett n-változós (vagy más néven n-áris) reláció az {\displaystyle X_{1},\dots ,X_{n}} halmazok direkt szorzatának egy részhalmaza, azaz:
{\displaystyle \rho \subseteq X_{1}\times \dots \times X_{n}}.
Tehát ez a definíció az előzőtől annyiban tér el, hogy {\displaystyle \rho =R}. Ez az, amit az 1. definícióban a reláció grafikonjának neveztünk.
E definíció fontos tulajdonsága a fentivel szemben, nagyobb egyszerűsége, sőt nagyobb elvontsága (mivel két, az 1. definíció szerint különböző reláció a 2. definíció szerint azonos lehet; a reláció mibenlétét tekintve, „megfeledkezünk” az alaphalmazokról). Viszont például e felépítésben értelmetlenné válik egy igen fontos matematikai fogalom, a „szürjektív függvény” fogalma. Igaz, ez a probléma könnyen kiküszöbölhető.

#### 3. definíció
Egy halmazt relációnak nevezünk, ha minden eleme rendezett n-es.
E definíció rendelkezik a 2. definíció minden már említett előnyével és hátrányával. További hátránya, hogy a meghatározása nehézkesebbé válik, az axiomatikus halmazelméletben való nagyobb jártasságot igényel az előzőhöz képest. 

### A definíciók értelmezése
Az {\displaystyle A\times A} Descartes-szorzatra tekinthetünk úgy, mint az olyan lehetséges elempárok , mely elempárok első és második eleme is az {\displaystyle A} halmazból kerül ki. Ha ezen összes lehetséges elempárok közül kiválasztjuk azokat, melyek az általunk meghatározni kívánt relációnak elemei, akkor egyértelműen meghatároztuk {\displaystyle A\times A} egy részhalmazát. Ebből láthatjuk, hogy az {\displaystyle A\times A} részhalmazai és az {\displaystyle A} halmaz elemei közötti relációk lényegében megegyeznek.
A definíciónak gráfelméleti vonatkozása is van.
Jelölési konvenció: amennyiben teljes általánosságban akarunk relációkról beszélni, általában {\displaystyle \rho }-val (görög "ró" betű) jelöljük a relációt, azt pedig, hogy {\displaystyle a} és {\displaystyle b} elemek {\displaystyle \rho } relációban állnak a következő módon: {\displaystyle a\rho b} vagy {\displaystyle (a,b)\in \rho }.

## Példák

### Matematikán kívüli példák
- A Harap utca 3. alatt élő kutyafalka jelenleg 7 tagot számlál: Anzelm (A), Barbár (B), Cézár (C), Dézi (D), Edina (E), Farkas (F) és Gina (G). A az apja, E az anyja B-nek és F-nek, míg B az apja, D az anyja C-nek és G-nek. Az X = {A,B,C,D,E,F,G} alaphalmazon értelmezhető a homogén bináris „… apja …-nak” reláció, mely a következő párokra igaz: Anzelm és Barbár (A,B), Anzelm és Farkas (A,F); Barbár és Cézár (B,C); Barbár és Gina (B,G). Tehát az „apja” apasági reláció  a 2. halmazelméleti definíció szerint –a következő elempárok halmaza: R= {(A,B); (A,F); (B,C); (B,G)}. A halmazelméleti definíció szerint ugyanez a reláció a következő elemhármas: (X, X, R), ahol R az előző R halmaz.
  - Az értelmezési tartomány bármely definíció elfogadása esetén is {A,B}, az értékkészlet (B,F,C,G). A
- Legyen V valamely város lakosainak halmaza, és tekintsük az „ismerik egymást” kijelentéssel leírt relációt. Akkor ez a reláció halmazelméletileg V×V azon (u,v) elempárjainak S halmaza, ahol u-ra és v-re igaz a fenti kijelentés. A másik definíció szerint ugyanez a reláció "valójában" a (V, V, S) elemhármas.

### Matematikai példák
- A halmazok körében az elemként való tartalmazás {\displaystyle \in } vagy a részhalmazként való tartalmazás {\displaystyle \subseteq }
- Az egész számok körében az oszthatóság
- A geometriában az egyenesek párhuzamossága vagy merőlegessége.
- Ha a természetes számok halmazán értelmezett kisebb relációt ({\displaystyle <}) szeretnénk definiálni, akkor vennünk kell a természetes számok halmazának ({\displaystyle \mathbb {N} }) önmagával vett Descartes-szorzatát ({\displaystyle \mathbb {N} \times \mathbb {N} }) –ami az összes természetes számpárt tartalmazó halmaz –s ennek elemei közül ki kell választani azokat, melyekre teljesül, hogy az első elem kisebb, mint a második ({\displaystyle (1,0),(2,1),(2,0),(3,2),(3,1),(3,0),...,(n,n-1),(n,n-2),...,(n,0),...} és így tovább) s ezzel meg is határoztuk {\displaystyle \mathbb {N} \times \mathbb {N} } azon kérdéses részhalmazát, mely a kisebb relációt definiálja.

## Műveletek relációkkal
A relációk ,ha elfogadjuk azt a definíciót, hogy bizonyos halmazok direkt szorzatainak részhalmazai  is halmazok, tehát velük halmazműveletek végezhetőek.Másrészről a relációkon értelmezhetőek a szorzás és inverzképzés műveletek.

## Relációk tulajdonságai
- Reflexivitás
- Szimmetria
- Antiszimmetria
- Aszimmetria
- Tranzitivitás
- Euklideszi reláció
- Dichotómia
- Trichotómia
- Egyértelműség
- Totalitás
- Egységreláció
- Univerzális reláció
- Ekvivalenciareláció
- Rendezés
- Kongruenciareláció

## Megjegyzés
Már az általános- és középiskolai képzésben is találkozunk nagyon sok relációval, ugyanakkor a pontos definícióját nem tanuljuk. A precíz matematikai definíció általában a halmazelméletre épít, ebből is látható, hogy a matematika tudományában is került megfogalmazásra ez a fogalom.

## Külső hivatkozások
- Szakadát István: Reláció, szintaktika, szemantika Archiválva 2007. december 13-i dátummal a Wayback Machine-ben . BME-jegyzet.
- Komjáth Péter: A matematika alapjai I. Halmazelmélet.